# 霍恩瓦特
霍恩瓦特是德国巴伐利亚州的一个市镇。总面积52.23平方公里，总人口4529人，其中男性2280人，女性2249人（2011年12月31日），人口密度87人/平方公里。